# Nicolas Kilchoer
Nicolas Kilchoer (* 12. November 1973 in Freiburg im Üechtland) ist ein parteiloser Schweizer Politiker und Unternehmer.

## Leben
Nicolas Kilchoer wurde 1973 in Freiburg geboren. Sein Heimatort ist Kleinbösingen im Kanton Freiburg. Er wuchs in einer zweisprachigen Familie (Deutsch/Französisch) in Courtaman im Seebezirk des Kantons Freiburgs auf und lebt heute in Châtillon.
Kilchoer erhielt im Jahr 1998 sein Lizenziat in Politikwissenschaft von der Universität Neuenburg (Schweiz) und im Jahr 2000 einen Master in Europastudien vom Europainstitut der Universität Basel. Von 2001 bis 2006 war er als wissenschaftlicher Mitarbeiter des Grossrats des Kanton Freiburg tätig. Anschliessend arbeitete er von 2007 bis 2011 als assoziierter Direktor bei der UBS in der Westschweiz.
2011 gründete Kilchoer mit zwei Geschäftspartnern Manag’eco GmbH, ein Unternehmen, das sich auf strategische Beratungen, Expertisen, Recherchen und Verwaltung von Nachhaltigkeitsprojekten spezialisierte, und wurde assoziierter Direktor des Unternehmens. Als Kilchoer im Jahr 2016 zum Oberamtmann des Broyebezirks des Kantons Freiburgs gewählt wurde, beendete er seine Tätigkeit bei Manag’eco.
Kilchoer war von 2011 bis 2016 Gemeindepräsident von Châtillon. Am 6. November 2016 wurde er in den Grossrat des Kantons Freiburgs gewählt, gab aber seinen Sitz an seinen Listenkollegen ab, nachdem er am 27. November 2016 zum ersten parteilosen Oberamtmann des Kantons Freiburg gewählt wurde. Ein Buch hält diese Wahlereignisse fest. Im Jahr 2021 wurde er mit 98 % der Stimmen als Oberamtmann bestätigt.
Von 2018 bis 2024 war Kilchoer Präsident des Leitungsausschusses der «communauté régionale de la Broye». Seit 2017 ist er Präsident des Leitungsausschusses des Gesundheitsnetzwerks des Broyebezirks und seit 2019 präsidiert er die Jury des von ihm gegründeten Förderpreises «Prix à l’innovation broyard», welcher zum Ziel hat, zur positiven Entwicklung des Bezirks beizutragen.